# Christophe Van Rossom
Christophe Van Rossom, né le 21 avril 1969, est un conférencier, auteur de nombreux articles et études, poète et essayiste belge. Il enseigne au Conservatoire royal de Bruxelles, à l’École de recherche graphique et à l’Université libre de Bruxelles.

## Biographie
Membre du comité de rédaction de la revue L'étrangère, Christophe Van Rossom a publié de la prose et des vers (Sous un ciel dévoyé, Savoir de guerre) ainsi que plusieurs essais (À voix haute, Mallarmé facile, Pour saluer le Comte de La Fère, Jacques Crickillon : la vision et le souffle, Marcel Moreau : l'insoumission et l'ivresse et Jacques Cels : un architecte du sens).
Il enseigne l'histoire des littératures, l'histoire du théâtre et l'histoire du cinéma au Conservatoire royal de Bruxelles et la littérature contemporaine à l'École de Recherche graphique (ERG).
Vers 2001, il a été chargé de mission au Cabinet du ministre-président de la Région de Bruxelles-Capitale.
En 2004, l'Académie de langue et littérature françaises de Belgique lui a décerné le prix Émmanuel Vossaert pour son travail critique.
En 2009, il a représenté la Communauté française de Belgique au 25e Festival international de la poésie de Trois-Rivières, au Québec.
Il a écrit un texte pour le livre de photographies Moshé (2017) de Sandrine Lopez et il regrette de ne pas en avoir encore écrit un pour Arkhê (2019) de la même photographe. Tous les deux sont passionnés par l’œuvre du peintre Jean Rustin.
À l'École de Recherche graphique, il a été le collègue d'Elke de Rijcke avec laquelle il lui est arrivé de débattre au sujet des arts et des sciences.

## Analyse de l'œuvre
Christophe Van Rossom est un poète lyrique que le poète et critique Éric Brogniet désigne comme un moraliste inactuel. Son style serait celui de la gifle. Il approcherait le phénomène littéraire avec une haute lucidité et conduirait son lecteur vers la sensation plutôt que l’émotion.
Christophe Van Rossom est un poète érudit qui prend notamment exemple sur l'écrivain hongrois Miklós Szentkuthy. Son panthéon personnel comprend l'écrivain italien Roberto Calasso, connu lui aussi pour son approche érudite.
Jacques Cels a interviewé deux fois Christophe Van Rossom pour l'émission radio de La Pensée et les Hommes. Son invité lui dit dans l'interview consacrée à son recueil poétique Orion, de nuit : "Je pense que chacun gagnerait, et à commencer par les générations qui viennent, de réapprendre cet art qui, à mes yeux, est un art martial, qui est celui de la rhétorique. (...) Il y a un péremptoire terrible de l’époque qui réduit tout non plus même à des mots mais bien souvent à des chiffres." Le recueil Orion, de nuit propose une réflexion sur le nom et le nombre dans un poème en particulier. Christophe Van Rossom préfère le nom au nombre. Il fait un abondant usage des noms propres par le biais de la recherche des grandes figures du passé.